# Багиров, Адиль Кямиль оглы
Адиль Кямиль оглы Багиров (азерб. Adil Kamil oğlu Bağırov; род. 13 мая 1937, Баку) — тарист, Народный артист Азербайджана (2006).

## Биография
Родился 13 мая 1937 года в городе Баку, столице Азербайджанской ССР.
Окончил Музыкальное училище имени Асафа Зейналлы по специальности «тар» и Азербайджанский государственный университет культуры и искусств. Учителями Багирова стали Мирза Мансур Мансуров и Сеид Рустамов.
С 1964 года солист оркестра народных инструментов имени Сеида Рустамова, и с этого же года тарист в ансамбле народных инструментов «Хатира» под руководством Эхсена Дадашева, с 1976 года художественный руководитель ансамбля «Хатира». Ныне выступает как тарист-солист, а также в составе мугамных трио.
Гастролировал в Алжире, Турции, Иране, Японии, США и других странах.

## Награды
- Орден «Слава» (2016)
- Народный артист Азербайджана (2006)
- Персональная пенсия Президента Азербайджанской Республики (2009)[1]